# باشگاه فوتبال شانگهای پورت
باشگاه فوتبال شانگهای پورت (انگلیسی: Shanghai Port FC) یک باشگاه فوتبال در شانگهای، چین است.
این باشگاه که در سال ۲۰۰۵ بنیان‌گذاری شده‌است.

## بازیکنان برجسته
- وو لی
- توبیاس هایسن
- یوهای
- آساموا جیان
- هالک
- الکسون
- اسکار
- عادل احمدوف

## افتخارات

### لیگ
- سوپر لیگ فوتبال چین
- قهرمان (۳): ۲۰۱۸، ۲۰۲۳، ۲۰۲۴
- نایب قهرمان: ۲۰۱۵، ۲۰۱۷
- ۲قهرمانی جام باشگاه های آسیا
- لیگ دسته اول فوتبال چین: ۲۰۱۲[۱]
- لیگ دسته دوم فوتبال چین: ۲۰۰۷

### جام حذفی
- جام حذفی فوتبال چین: نایب قهرمان ۲۰۱۷